# Günter Perl
Günter Perl (23 dicembre 1969) è un ex arbitro di calcio tedesco, che ha arbitrato per la Federazione Calcistica Bavarese.

## Carriera
Perl è stato arbitro del Münchener SpVgg, ed ha lavorato nella Federazione calcistica della Germania dal 1996. Dal 1998 ha diretto le partite della 2. Fußball-Bundesliga, ed è stato nominato arbitro della Bundesliga nel 2005. Ha debuttato in Budesliga il 13 agosto 2005 nella partita tra 1. Fußball-Club Kaiserslautern e MSV Duisburg. Si è ritirato nel 2017 avendo raggiunto l'età limite per gli arbitri tedeschi, 47 anni. La sua ultima partita in Bundesliga è stata tra Borussia Dortmund e Werder Bremen.

## Famiglia
Perl, commerciante all'ingrosso, vive nel villaggio bavarese di Pullach, è sposato e ha due figli.